# Скочок Павло Іванович
Павло Іванович Скочок (5 травня 1935, с. Острів, Рокитнянський район, Київська область — 12 січня 2013, м. Київ) — журналіст, учасник українського правозахисного руху. Жертва радянської каральної психіатрії (1978–1982).

## Біографія
Навчався в Київському університеті, звідки відрахований за «націоналістичні погляди». Працював до 1966 у редакції газети «Радянська Україна». У квітні 1966 року звільнений з роботи за критику лінії партійної газети.
Знаний у самвидаві зі своїх виступів на суді в Івано-Франківську на оборону вчителя української мови Михайла Озерного та з листа-заяви на оборону Івана Дзюби. В'ячеслав Чорновіл та Людмила Шереметьєва були співавторами того листа. Скочок тривалий час був без роботи, згодом працював коректором. Перед арештом працював робітником.
1 грудня 1978 року заарештований і звинувачений за ст. 62 ч. 1 КК УРСР («Антирадянська агітація і пропаганда»), спрямований на медичну експертизу до психлікарні ім. І. Павлова в Києві. У лютому 1979 постановою Київського міського суду його спрямували на примусове лікування, у квітні 1979 перевели до Дніпропетровської спеціальної психлікарні. У квітні 1982 року звільнений.
Працював у музеї Л. П. Симиренка при Мліївській дослідній станції НДІ садівництва на Черкащині. Скочок вивчав і опрацьовував документи про життя й діяльність династії промисловців, учених і меценатів Симиренків. Згодом звільнений з роботи. Працював коректором, кочегаром. 1985 року надіслав свого паспорта до Президії Верховної Ради СРСР, протестуючи проти наруги над репресованими Симиренками та над своїми студіями про славетну родину й просив дозволу виїхати до Франції для подальших досліджень літератури, архівів, джерел.
У 1987—1990 брав участь у роботі Українського культурологічного клубу, Української Гельсінської Спілки. 
Видавав журнал «Золоті ворота».